# Poklad v jediné růži
Poklad v jediné růži je název českého vydání dobrodružného románu pro děti a mládež anglické spisovatelky Ann Philippy Pearceové Minnow on the Say (1955, Střevle na Say). Námět ke knize získala autorka ze svých vzpomínek na dávný výlet kánoí po řece Cam, kterou v knize přejmenovala na řeku Say. Podmanivé vylíčení atmosféry letních prázdnin strávených na řece působí jako osobní autorčino vyznání lásky ke kraji, kde strávila své dětství.

## Obsah románu
Román s detektivní zápletkou vypráví příběh dvou chlapců, Davida a Adama, kteří na základě podivné, na první pohled zdánlivě nesmyslné říkanky pátrají po rodinném pokladu Adamovy rodiny, který její předek z alžbětinské doby ukryl na bezpečné místo, o kterém nikdo nic neví. Od té doby kdysi bohatá rodina upadala a nyní žije v bídě, takže nalezení pokladu by vyřešilo všechny její problémy.
Text říkanky v překladu Marcely Maškové:
Když Filip vpadl do jediné růže

přes vodu poklad byl vzat

kam to jen dcera má povědět může

tomu kdo bude se ptát. 

Významné místo v ději má i Adamova kanoe, se kterou chlapci podnikají romantické výlety po řece. Nejprve ji chtěli pojmenovat Střevle podle toho, že je rychlá jako střevle (odtud anglický název románu), ale protože je střevle jen malá ryba, dali kánoi jméno Střelka.
Po dlouhém pátrání se chlapcům skutečně podaří záhadu říkanky rozluštit a poklad najít v láhvi od vína z květu růží, ukryté ve vodní nádrži na půdě.

## Filmové adaptace
- Minnow on the Say (1960), kanadský televizní seriál.
- Treasure Over the Water (1972), britský televizní seriál, režie Marylin Foxová.

## Česká vydání
- Poklad v jediné růži, SNDK, Praha 1965, přeložila Marcela Mašková.